# Cleo Odzer
Cleo Odzer, née Sheila Lynne Odzer le 6 avril 1950 et morte le 26 mars 2001, est une Américaine autrice de livres sur la prostitution en Thaïlande, la culture hippie de Goa et le cybersexe.

## Jeunesse
Cleo Odzer grandit à Manhattan, New York City. Elle est la fille de Harry Odzer, président d'une entreprise de textile et qui meurt quand elle a 16 ans, et de son épouse Rena Abelson Odzer,. Elle arrête ses études après un baccalauréat professionnel en 1968, et commence à écrire des articles sur la scène musicale pour un petit journal de Greenwich Village. Elle fait la connaissance du chanteur de rock Keith Emerson. Un article du Time Magazine de février 1969 la décrit comme une « super groupie » et lui fait dire qu'ils seraient fiancés ; Emerson dément, et met fin à leur relation,,.
Peu de temps après elle enregistre un album intitulé The Groupies, produit par Alan Lorber, constitué essentiellement d'interviews d'elle et de quelques-unes de ses amies où elles décrivent leurs aventures sexuelles avec des musiciens de rock.

## Années hippies à Goa
Au début des années 1970, Cleo Odzer voyage en Europe et au Moyen-Orient et travaille comme mannequin. Elle vit la fin des années 1970 immergée dans la culture hippie à Anjuna, dans la province indienne de Goa.  Elle suit quelque temps l'enseignement du gourou Bhagwan Shree Rajneesh. Elle racontera cette expérience, teintée de forte consommation de cocaïne et d'héroïne, mouillée dans un trafic international de drogue pour financer son séjour qui lui vaudront deux semaines de prison dans son deuxième livre Goa Freaks: My Hippie Years in India (1995).

## Retour aux États-Unis et recherches en Thaïlande
Après son retour aux États-Unis à la fin des années 1970, elle suit un traitement médicamenteux dans un centre de désintoxication de New York. Elle reprend ses études et décroche en 1990 un doctorat en anthropologie à la  New School for Social Research à New York, avec une thèse sur la prostitution en Thaïlande, pays où elle passe trois ans de 1987 à 1990 dans le cadre de ces recherches. Dans sa thèse, elle étudie les cas de 17 personnes liées à l'industrie du sexe à Patpong, et conclut que les opportunités économiques offertes par le travail du sexe ne se traduisent pas par un statut plus élevé des femmes, en raison de la stigmatisation persistante et des idées sur l'inégalité des sexes dans la société thaïlandaise.  
En 1994, elle consacre un ouvrage à ses expériences en Thaïlande : Patpong Sisters: An American Woman's View of the Bangkok Sex World,. Elle y dépeint les prostituées thaïlandaises qu'elle a rencontrées comme des entrepreneuses vives d'esprit plutôt que comme des victimes exploitées, parfois vénérées dans leurs villages d'origine pauvres. Elle raconte également sa propre liaison problématique avec un petit ami souteneur thaïlandais.
Après la publication du livre, elle travaille dans le centre de désintoxication qu'elle avait fréquenté quinze ans plus tôt.
De 1995 à 1998, elle produit plusieurs dizaines d'épisodes de son émission Cleo's Adventures pour un réseau de télévision de Manhattan. Son troisième livre, Virtual Spaces: sex and the cyber citizen (1997), traite du cybersexe.

## Retour à Goa
En 1999, déçue de la vie à New York, elle retourne à Goa, où elle se heurte à l'hostilité de certains anciens hippies, agacés par la lumière que son livre a projeté sur la communauté.
Elle y meurt en 2001 (d'un accident vasculaire cérébral lié à un taux de cholestérol très élevé et à de graves problèmes circulatoires pour lesquels elle était traitée au cours de sa dernière année selon un médecin, peut-être du SIDA d'après des membres de la communauté hippie). Son corps aurait été incinéré après une brève cérémonie, ou serait resté un mois non réclamé dans une morgue de Mapusa avant d'être finalement enterré sans funérailles.
Le documentaire de 2002 Last Hippie Standing de Marcus Robbin se consacre aux vestiges de la communauté hippie et contient des séquences super-8 de Cleo Odzer dans les années 1970.